# 趙城県
趙城県（ちょうじょう-けん）は中華人民共和国山西省にかつて存在した県。現在の臨汾市洪洞県北部、趙城鎮を中心とした一帯に相当する。
趙城は西周の造父の封地であった。漢から隋にかけ、趙城の地は彘県、永安県、霍邑県（すべて現在の霍州市）に属した。
617年（義寧元年）に設置される。1072年（熙寧5年）、宋朝により廃止されたが、1080年（元豊3年）に再設置されている。
1954年、洪洞県と合併し洪趙県に改編され消滅した。